# Hélène Barnekow
Anna Héléne Elisabeth Barnekow, född 26 september 1964 i Håstads församling, Malmöhus län, är en svensk civilekonom och var mellan 2018  till 2022 vd för Microsoft Sverige.

## Biografi
Barnekow är uppvuxen i Stora Harrie i Kävlinge kommun. Hon är syster till Sten Barnekow och Björn Barnekow.
Efter studier vid Lunds universitet i internationell ekonomi med franska som inriktning anställdes Barnekow vid Citibank i Genève, men lämnade snart finansbranschen. Istället anställdes hon i IT-branschen, där hon arbetade för  Microsoft på Malta. Så småningom kom hon till Ericsson där hon arbetade med lanseringen av mobiltelefonmodellerna GF 786 och GF 788. Därefter arbetade hon för  Sony Ericsson i Latinamerika och Storbritannien. År 2009 lämnade hon Sony Ericsson för en anställning som marknadschef för EMEA-regionen hos EMC Corporation. Hon blev senare global marknadschef för EMC.
År 2014 lämnade hon EMC för att från den 1 april bli marknadschef vid TeliaSonera. År 2015 blev Barnekow VD för Telia Sverige. I april 2018 lämnade hon företaget.
17 december 2018 tillträdde Barnekow som vd för Microsoft Sverige. Barnekow lämnade Microsoft i mars 2022 för den norska konsultbyrån Ascension. Sedan 2023 är Barnekow ledamot av Kungliga Ingenjörsvetenskapsakademin.